# Círculo de Cultura Musical Bombarralense
O Círculo de Cultura Musical Bombarralense - CCMB é uma associação cultural sem fins lucrativos e com estatuto de Utilidade Pública fundada a 15 de fevereiro de 1979. Com sede no Bombarral, a associação constitui-se como uma referência regional no contributo para o ensino das artes e no reforço da cidadania participativa. Embora nascido da sua banda filarmónica, o CCMB tem sabido ao longo dos anos diversificar as suas atividades, indo ao encontro dos desejos e das necessidades da população. A associação reúne no mesmo espaço físico diversas formações instrumentais e corais, uma escola de música e dança, um polo do Conservatório de Caldas da Rainha e ainda um núcleo museológico, movimentando semanalmente cerca de 400 famílias.

## Círculo de Cultura Musical Bombarralense

### História e Missão
As origens musicais no Bombarral, de que se tem conhecimento, datam de 1863, que terão levado ao aparecimento da Banda “Música Velha”, mais conhecida por “Os Roufenhos”. Desconhece-se a data da sua formação, mas sabe-se que, em 1893, devido cisão na respetiva banda, foi fundada a Sociedade Musical União e Progresso, conhecida pela Banda “Música Nova” e apelidada de “Os Piratas”. Embora se desconheçam, em alguns casos, as suas origens, sabe-se que entre 1900 e 1972 foram vários os agrupamentos filarmónicos que surgiram no Bombarral. Nesta continuação, surge a 15 de fevereiro de 1979 o Círculo de Cultura Musical Bombarralense (CCMB), constituído por um grupo de músicos e antigos executantes que se encontravam dispersos pelo concelho do Bombarral e que formaram uma banda filarmónica.
O CCMB, enquanto associação de utilidade pública sem fins lucrativos, constitui-se como uma referência regional no contributo para o ensino das artes e no reforço da cidadania participativa, um trabalho que está patente no DVD e livro documental “Andamentos” produzido pela empresa NSprojects. A associação tem sabido ao longo dos anos diversificar as suas atividades, indo ao encontro dos desejos e das necessidades da população em todas as faixas etárias. Para responder às muitas e variadas solicitações que têm na região e um pouco por todo o país, todos os agrupamentos do CCMB desenvolvem um trabalho semanal cujo objetivo principal é a constante melhoria da qualidade técnica e artística, trabalhando reportórios diversificados que permitam a cada agrupamento da associação apresentar-se em diferentes tipos de eventos. Anualmente, o CCMB é responsável pela organização e promoção de diversos eventos e iniciativas de âmbito cultural e artístico junto da população em geral, que abrangem centenas de participantes de todas as atividades artísticas e pedagógicas da associação.	
Abrangendo géneros artísticos distintos, o Círculo de Cultura Musical Bombarralense contém hoje várias valências, reunindo no mesmo espaço físico diversas formações instrumentais e corais, uma escola de música e dança, um polo do Conservatório de Música de Caldas da Rainha e ainda um núcleo museológico. O CCMB movimenta semanalmente cerca de 400 famílias, contribuindo de forma inequívoca para a criação e fruição de atividades culturais e assumindo um claro complemento à educação individual e de grupo, pugnando pelo aperfeiçoamento técnico, conferindo visibilidade aos trabalhos e talentos, trazendo dinamismo ao concelho e à região com novas formas de expressão musical, na convicção do garantir uma contínua aproximação do CCMB ao seu território e aos cidadãos, em contextos intergeracionais e inclusivos.

### Enquadramento Legal
O Círculo de Cultura Musical Bombarralense é uma instituição cultural sem fins lucrativos com constituição publicada em Diário da República n.º 139, III Série, de 19/06/1979 e com estatuto de Utilidade Pública nos termos do Art. n.º 3, Dec. Lei n.º 460/77 e da declaração publicada em Diário da República n.º 299, II Série, de 30/12/1989.

### Internacionalizações
Ao longo da história do CCMB, têm sido vários os agrupamentos instrumentais e corais que já marcaram presença em importantes eventos musicais a nível internacional:	
- 1999, Grupo Coral Adulto, participação no "IX Festival de Música de Advento e Natal" - Praga (República Checa)
- 2007 e 2008, Cottas Club Jazz Band, participação no 14º e 15º "Festival Internacional Dixieland de Tarragona" (Espanha)[8]
- 2009, 2018 e 2022, Cottas Club Jazz Band, participação no "Festival Internacional de Dixieland de Dresden" (Alemanha)
- 2010, 2011, 2012, 2013 e 2014, Cottas Club Jazz Band, participação nas comemorações de aniversário dos Emirados Árabes Unidos - Dubai
- 2010, Cottas Club Jazz Band, participação no 6º "Festival de Jazz de Vigo" (Espanha)[9]
- 2010, Cottas Club Jazz Band, participação no "Sziget Festival" - Budapest (Hungria)[10]
- 2011, West Europe Orchestra, participação no 14º "Festival Internacional de Bandas de Jovens" - Salonica (Grécia)[11]
- 2012, Cottas Club Jazz Band, participação no "Durham International Festival" - Durham (Inglaterra)[12]
- 2015, Banda de Música, intercâmbio com a Orquestra Volvic Enharmonie - Volvic (França)[13]

### Discografia
O CCMB conta com diversos registos discográficos, quer gravados individualmente por cada grupo, ou envolvendo todas as formações instrumentais e corais da associação:
- 1986, Disco “Música e Canto no Bombarral” (Banda de Música, Grupo Coral Adulto e Grupo Instrumental do CCMB, em colaboração com o Grupo Coral da Rádio Renascença)
- 2003, CD “Antes da Prata” (Banda de Música do CCMB)
- 2006, CD duplo “Novos Palcos” (todos os agrupamentos)
- 2007, CD “Dixie Station” (Cottas Club Jazz Band)
- 2009, CD “Dixie Station 2.0” (Cottas Club Jazz Band)
- 2012, CD “Música Lusitana” (West Europe Orchestra)[14]
- 2013, CD “When Jazz Meets Brass” (Cottas Club Jazz Band)
- 2017, CD “Swing that Dixie” (Cottas Club Jazz Band)
- 2019, CD “40 Anos de Cultura em Círculo” (todos os agrupamentos)[15]

## Formações Instrumentais e Corais

### Banda de Música
A Banda de Música do CCMB conta atualmente com cerca de 58 elementos e desde abril de 2018 tem como seu diretor artístico e maestro titular, Élio Leal. De forma a ir ao encontro das muitas e variadas solicitações que tem na região e um pouco por todo o país, a banda desenvolve um trabalho semanal cujo objetivo principal é a constante melhoria da qualidade artística. Com um reportório muito diversificado, a Banda de Música do CCMB apresenta-se em todo o tipo de eventos: concertos, arruadas, festas populares e religiosas, encontros de bandas, concursos, etc. No ano 2000, foi uma das quatro bandas nacionais convidadas a participar nas comemorações dos 500 anos da descoberta do Brasil, tendo atuado na Torre de Belém e no Parque das Nações (Lisboa). Como forma de enriquecimento cultural e social, em outubro de 2004 a banda deslocou-se à ilha de S. Miguel (Açores) a fim de participar nas festividades locais no âmbito de um intercâmbio realizado com a Banda Filarmónica Lira do Rosário. Entre os anos 2004 e 2006, a Banda do CCMB abraçou um dos projetos mais estimulantes e singulares da sua história: a preparação, estreia e gravação da obra “Fantasia de um Fruto Imperfeito”. Uma composição musical, para banda e coro, que deu outra dimensão ao genuíno fruto do Oeste: a Pera Rocha. A iniciativa foi pioneira e triangular, numa parceria entre a Associação Nacional de Produtores de Pera Rocha, o CCMB e a NSprojects, que resultou na encomenda de uma obra musical original ao compositor Jorge Salgueiro baseada num poema de Amado da Silva. A estreia teve lugar no Hotel Golf Mar (Torres Vedras) em dezembro de 2004, na presença do compositor e do então Ministro da Agricultura, Dr. Carlos Costa Neves. Na passagem do ano 2005 para 2006, a banda participou na Gala Final do programa televisivo "1ª Companhia" da TVI. Somam-se ainda duas participações no prestigiado Concurso de Bandas do Ateneu Artístico Vilafranquense, respetivamente em 2006 e 2014. Em setembro de 2015, realizou um novo intercâmbio desta vez com a Orquestra Volvic Enharmonie (França), concretizando assim a sua primeira internacionalização. No âmbito do seu tradicional concerto de Natal, a banda atuou recentemente com prestigiados nomes do panorama artístico nacional: Sissi Martins, Rúben Madureira, FF (Fernando Fernandes) e Sofia Escobar. A Banda do CCMB conta também com diversos registos discográficos: a sua primeira gravação data de 1986, onde, em colaboração com o Grupo Coral da Rádio Renascença, participou na gravação de um disco intitulado “Música e Canto no Bombarral”. Já em 2003, gravou o seu primeiro álbum intitulado “Antes da Prata” e em 2006 participou na gravação de um CD duplo com o nome “Novos Palcos”. Mais recentemente, em 2019, participou na gravação de mais um CD que envolveu todos os agrupamentos musicais da associação, desta vez no âmbito do 40º Aniversário do CCMB.

### Orquestra Clássica
A Orquestra Clássica do CCMB nasceu em 2013 e apresenta um reportório diversificado desde a música erudita à música ligeira, contando atualmente com cerca de 30 elementos, entre instrumentistas de cordas, sopros e percussão.	
Durante o ano 2016, a OCC realizou um intercâmbio com a Orquestra Juvenil Metropolitana (Lisboa), que consistiu na realização de um estágio de orquestra e alguns concertos conjuntos. Deste intercâmbio resultou a preparação de um espetáculo baseado na música de “O Feiticeiro de Oz” que foi apresentado em palcos como o Grande Auditório do Centro Cultural de Belém, Reitoria da Universidade Nova de Lisboa e Ruínas do Carmo, este último no âmbito do evento Lisboa na Rua organizado pela EGEAC. Em outubro de 2016, a OCC foi convidada a atuar no II Encontro Internacional de Culturas Lusófonas que decorreu no Teatro Eduardo Brazão (Bombarral) e que contou com a presença da então Secretária de Estado dos Assuntos Europeus, Margarida Marques. Em abril de 2017 atuou no evento de lançamento do JRO - Jornal Região Oeste e durante o ano 2018 foi convidada a juntar-se novamente à Orquestra Juvenil Metropolitana, desta vez para participar no concerto de estreia da obra original "Fábulas de La Fontaine" que teve lugar no Grande Auditório do Centro Cultural e de Congressos das Caldas da Rainha. Anualmente, a OCC realiza o seu tradicional concerto de Ano Novo onde tem acompanhando algumas referências da música lírica em Portugal, entre as quais: a soprano Ana Cosme e os tenores Carlos Guilherme e Bruno Almeida. Recentemente, em 2019, a orquestra participou na gravação de um CD no âmbito do 40º aniversário do CCMB.
Desde 2015, a direção artística está a cargo do maestro Élio Leal.

### West Europe Orchestra
Criada em 2005 pela mão do maestro Élio Leal, a West Europe Orchestra (WEO) é uma orquestra de sopros composta por cerca de 55 elementos jovens oriundos dos vários concelhos da Região do Oeste, na sua grande maioria estudantes e ex-estudantes de música, tendo sido criada com a finalidade de ser a orquestra residente de um festival de música.
Com o objetivo de se afirmar com um projeto distinto no panorama musical português ao nível das formações de orquestra de sopros, a WEO foi pioneira na apresentação de concertos temáticos e na colaboração com cantores líricos e ligeiros, interpretando assim um reportório bastante vasto e diversificado, desde música erudita, passando pelas bandas sonoras de filmes, até aos clássicos da música ligeira. Dos vários pontos alto da WEO, destaca-se a colaboração com os 3 Tenores Portugueses na apresentação de vários concertos em homenagem ao tenor italiano Luciano Pavarotti; e os espetáculos: "Disney & Broadway", "Magia da 7ª Arte", "Ópera em Sopro", "Música Portuguesa", "Tangos & Valsas", entre outros.
Em março de 2008, o "projeto West Europe Orchestra" foi eleito pelos euro deputados portugueses como vencedor nacional do Prémio Europeu Carlos Magno para a Juventude, representando Portugal neste importante e prestigiado concurso organizado pelo Parlamento Europeu e pela Fundação do Prémio Internacional Carlos Magno de Aachen (Alemanha). O projeto mereceu o reconhecimento e os elogios do então Presidente do Parlamento Europeu, Hans-Gert Pöttering, e da Chanceler Alemã, Angela Merkel.
Em maio de 2010, a WEO foi convidada a realizar um concerto para o anterior Presidente da Republica, Prof. Doutor Aníbal Cavaco Silva, aquando do seu Roteiro pelas Comunidades Locais Inovadoras, o concerto contou ainda com a presença da então ministra da cultura, Gabriela Canavilhas.
Em agosto de 2011, realizou a sua primeira digressão internacional, representando Portugal no 14th International Youth Band Festival, o mais antigo festival de orquestras de jovens realizado na Grécia e um dos mais antigos da Europa. Neste evento anual que decorre na cidade de Salónica participam orquestras de jovens de todo o mundo, a WEO realizou diversos concertos tendo recebido importantes elogios da crítica e de todo o público.
Em julho de 2012, na sequência de um convite da Lusitanus Edições, a WEO gravou o seu primeiro álbum, denominado Música Lusitana. O álbum contém obras originais de compositores portugueses e visa promover estes autores em Portugal, em Espanha e na Europa Central.
Desde 2012, a WEO é a orquestra residente do Festival do Vinho Português e Feira Nacional da Pera Rocha. Neste contexto já atuou com alguns dos mais importantes nomes da música portuguesa: Jorge Palma (2014), Luís Represas (2015), Deolinda (2016), Paulo de Carvalho (2017), Rita Guerra (2017), Vitorino Salomé (2017), Lena d'Água (2017), André Sardet (2018), Anabela (2018), João Só (2018), Mafalda Arnauth (2018) e Fernando Pereira (2019).

### Cottas Club Jazz Band, grupo de Jazz Dixieland
Os Cottas Club Jazz Band são um grupo de Jazz Dixieland oriundo do Oeste de Portugal, constituído por 7 músicos polivalentes, adequando-se a momentos onde música, glamour e boa Disposição andam de mãos dadas. A banda oferece um reportório jazzístico dos anos 20, mas reinterpretado com o estilo que Louis Armstrong & All Stars impuseram nos anos 50. Precisamente o nome “COTTAS CLUB” pretende relembrar o novo jazz que se fazia ouvir no famoso bar de New York, COTTON CLUB. Orientados ao Jazz Tradicional e à música Dixie, aquela que possui o original e genuíno estilo de New Orleans (cidade berço do Jazz), no seu vasto repertorio contam com blues, ragtime, marchas, swings, foxtrots de grandes clássicos como “It don't Mean a thing”, “Charleston”, “Mack the knife”, “I've Found a New Baby”, entre outros.
Tiveram a sua primeira atuação em Maio de 2003. Desde então têm vindo a atuar e animar as variadas plateias, difundindo e dando destaque ao Jazz Dixie, no seu grande esplendor de boa disposição e de alguma irreverência. A sua vertente musical, alegre, descontraída e solta, baseada no Jazz Dixie Tradicional (New Orleans Style) é adaptável à grande maioria dos ambientes, tais como: Casamentos, Jantares, ou Noites Culturais. É indicado ainda para a animação em diversos ambientes: Festivais de Jazz, Festas Privadas, Animações de Rua, Eventos Empresariais, Bares ou Grande Salas de Espetáculo. Além da garantia de animação, este grupo oferece uma qualidade artística impar, sendo habitual representarem Portugal em Festivais Internacionais de Dixieland. Em 2022 os Cottas Club Jazz Band foram distinguidos com o Prémio Carreira pelo Rotary Club do Bombarral.

### MalVestidos, grupo de Música Tradicional
Os MalVestidos são um grupo de música popular e tradicional portuguesa que teve a sua origem por iniciativa de um conjunto de dinâmicos cantores e instrumentistas, a maior parte oriundos do Grupo Coral Adulto do Círculo de Cultura Musical Bombarralense. A originalidade do seu nome surge como irreverência pela ligação dos seus elementos ao Grupo Coral Adulto do CCMB, marcando assim um contraste com a natural formalidade do mesmo: “se no grupo coral somos os bem vestidos, aqui somos os MalVestidos”. Após a sua primeira atuação, o grupo começou a ser solicitado para animar eventos gastronómicos, festas populares, entre outros convívios, promovidos não só pelo CCMB, como também por outras associações e entidades do concelho e da região. Mais recentemente, em 2019, o grupo participou na gravação de um CD que decorreu no âmbito das comemorações do 40º aniversário do CCMB e que envolveu todos os grupos instrumentais e corais da associação. 	
Até outubro de 2016 o grupo foi dirigido pela professora Vera Santos, desde então, os MalVestidos, que contam com cerca de 25 elementos, têm como responsável artístico o professor Miguel Monteiro.

### Grupo Coral Adulto
A 2 de maio de 1983, é fundando o Grupo Coral Adulto do CCMB que começou por ser dirigido pelo maestro José Henriques. O grupo foi evoluindo e consolidando a sua presença como entidade cultural na região, efetuando os primeiros concertos em diversos locais do concelho e depois um pouco por todo o país. Em 1987, já sob a direção artística do maestro Luisinho Leal, o grupo coral participou na gravação de um disco intitulado "Música e Canto no Bombarral". O projeto contou com o apoio da Câmara Municipal do Bombarral e aconteceu em parceria com o Coro da Rádio Renascença.
Em 1990, a maestrina Maria João Veloso assume a responsabilidade artística pelo grupo e foi sob a sua direção que, em novembro de 1999, o coro se deslocou à cidade de Praga (República Checa) onde participou no “IX Festival de Música de Advento e Natal”, tendo conquistado o 2º lugar na categoria de Grandes Coros. Entre os anos 2004 e 2006, o Grupo Coral Adulto do CCMB abraçou um dos projetos mais estimulantes e singulares da sua história: a preparação, estreia e gravação da obra “Fantasia de um Fruto Imperfeito”. Uma composição musical, para banda e coro, que deu outra dimensão ao genuíno fruto do Oeste: a Pera Rocha. A iniciativa foi pioneira e triangular, numa parceria entre a Associação Nacional de Produtores de Pera Rocha, o CCMB e a Nsprojects, que resultou na encomenda de uma obra musical original ao compositor Jorge Salgueiro baseada num poema de Amado da Silva. A estreia teve lugar no Hotel Golf Mar (Torres Vedras) em dezembro de 2004, na presença do compositor e do então Ministro da Agricultura, Dr. Carlos Costa Neves. Já em 2006, o grupo coral participou na gravação do CD duplo “Novos Palcos” que juntou todos os agrupamentos instrumentais e corais da associação. Entre os anos 2012 e 2014 foi a vez da maestrina e soprano Ana Luísa Cardoso assumir a direção artística do grupo. Mais recentemente, em 2019, o grupo coral voltou a estúdio, desta vez para participar na gravação de mais um CD que envolveu todas as valências musicais da associação e que decorreu no âmbito das comemorações do 40º aniversário do CCMB. Anualmente, o Grupo Coral do CCMB é responsável pela organização do Encontro de Coros do Advento, um evento que tem lugar na Igreja do Santíssimo Salvador do Mundo (Bombarral) e que é já um marco no panorama da música coral amadora em Portugal. 		
Atualmente o coro conta com cerca de 30 elementos, interpretando um repertório a capella eclético e diversificado. Tem mantido intercâmbios com diferenciados coros de todo o país, pugnando pelo aperfeiçoamento técnico e dinamizando o concelho e a região com novas formas de expressão musical. 	
Entre 2014 e 2021 a direção artística do grupo esteve a cargo da maestrina Fátima Cotrim. Desde 2022 a direção artística do Coro Adulto do CCMB está a cargo do maestro Augusto Lino.

### Vox Feminis,Coro Feminino
O Vox Feminis, Coro Feminino do CCMB, surgiu em 2017, depois da necessidade de separar os jovens coralistas do então Coro Infantojuvenil devido à discrepância de idades que se faziam sentir. O Coro Infantojuvenil do CCMB nasceu em 2005 por proposta da maestrina Maria João Veloso. Um ano depois, em 2006, o grupo viria a participar na gravação do CD duplo “Novos Palcos” que reuniu todos os agrupamentos instrumentais e corais da associação. Entre 2013 e 2014, o coro teve como diretor artístico o tenor Nuno Cardoso. 	
Apesar do reportório diversificado, a separação permitiu um trabalho musical mais amplo e simultaneamente mais interessante de acordo com as faixas etárias dos seus elementos. Englobando obras de diferentes compositores, escolas e estilos, o coro participa regularmente em concertos, eventos variados no concelho, encontros de coros um pouco por todo o país e organiza os seus próprios espetáculos temáticos, com destaque para o evento anual organizado no âmbito do Dia Internacional das Mulheres.
Atualmente o Coro Feminino do CCMB conta com 16 elementos e é visto como uma peça fundamental no futuro da instituição, proporcionando aos jovens o desenvolvimento do gosto pela música vocal, pela prática musical de conjunto e contribuindo assim para a formação de um público esclarecido e musicalmente culto, sendo-lhe inerente o desenvolvimento cultural e musical do concelho. Recentemente, em 2019, o grupo participou na gravação de mais um CD que envolveu todas as valências musicais da associação e que decorreu no âmbito das comemorações do 40º aniversário do CCMB. Em 2022 destaca-se ainda a participação no 1º Festival de Jazz do Bombarral, com a apresentação de um programa inteiramente dedicado ao tema e atuação com a cantora Sofia Escobar no Concerto de Natal da Banda de Música do CCMB.
Entre 2014 e 2021 a direção artística do grupo esteve a cargo da maestrina Fátima Cotrim. Desde 2022 a direção artística do Coro Feminino do CCMB está a cargo do maestro Augusto Lino.

### Coro Infantil
O Coro Infantil do CCMB surgiu em 2017, depois da necessidade de separar os jovens coralistas do então Coro Infantojuvenil devido à discrepância de idades que se faziam sentir. O Coro Infantojuvenil do CCMB nasceu em 2005 por proposta da maestrina Maria João Veloso. Um ano depois, em 2006, o grupo viria a participar na gravação do CD duplo “Novos Palcos” que reuniu todos os agrupamentos instrumentais e corais da associação. Entre 2013 e 2014, o coro teve como diretor artístico o tenor Nuno Cardoso. 	
Apesar do reportório diversificado, a separação entre infantil e juvenil permitiu um trabalho musical mais amplo e simultaneamente mais interessante de acordo com as faixas etárias dos seus elementos, que neste caso se situa entre os 6 e os 10 anos. Englobando obras de diferentes compositores, escolas e estilos, o coro participa regularmente em concertos, eventos variados no concelho e em encontros de coros um pouco por todo o país.
O Coro Infantil do CCMB tem atualmente 18 elementos e é visto como uma grande aposta no futuro desta instituição, proporcionando às crianças e jovens o desenvolvimento do gosto pela música vocal e pela prática musical de conjunto. Pretende-se assim, contribuir para a formação de um público esclarecido e musicalmente culto, sendo-lhe inerente o desenvolvimento cultural e musical do concelho. Recentemente, em 2019, o grupo participou na gravação de mais um CD que envolveu todas as valências musicais da associação e que decorreu no âmbito das comemorações do 40º aniversário do CCMB.
Entre 2014 e 2021 a direção artística do grupo esteve a cargo da maestrina Fátima Cotrim. Desde 2022 a direção artística do Coro Infantil do CCMB está a cargo do maestro Augusto Lino.

## Escola de Música
A Escola de Música do CCMB funciona entre segunda e sábado e conta com dezenas de alunos, das mais variadas idades, na aprendizagem da música em modalidade extracurricular nas suas várias vertentes: instrumentos de sopro, cordas, percussão, teclas e canto.
Devido ao protocolo estabelecido com o Conservatório de Música de Caldas da Rainha, têm aulas na sede da associação cerca de 100 alunos do Ensino Articulado. A estes números, acrescem cerca de 180 alunos da Creche e Jardins de Infância do concelho do Bombarral que, com o apoio das Juntas de Freguesia, se deslocam à sede do CCMB para aulas de Sensibilização à Música, e 250 alunos do 2º, 3º e 4º anos do 1º Ciclo que têm aulas por via da deslocação dos professores do CCMB ao Centro Escolar Educativo do Bombarral.	
O objetivo da associação é proporcionar aos alunos as melhores condições possíveis para a aprendizagem da música, contribuindo assim para o ensino das artes como um elemento fundamental no crescimento humano, bem como fomentar a entrada de novos elementos para as diversas formações instrumentais e corais do CCMB.

## Academia de Danças
No sentido de rentabilizar, o máximo possível, o espaço da Sede do CCMB, a associação tem vindo ao longo dos anos a apostar na diversificação das suas atividades, indo além das somente ligadas à música. São exemplo disso as classes de Ballet, Zumba e Danças de Salão que decorrem semanalmente nas instalações da associação.

## Núcleo Museológico
O Núcleo Museológico, em conjunto com a Biblioteca Delmar Domingos de Carvalho, complementam a sede do CCMB enquanto um espaço privilegiado de cultura e de convívio. Pioneiro na região, o Museu do CCMB, inaugurado a 15 de fevereiro de 2015, complementa-se entre uma secção mais dedicada à música em geral, com base no historial e na experiência artística da associação, com uma outra secção dedicada ao percurso histórico dos vários agrupamentos do CCMB. Para além de serem espaços normalmente usufruídos por quem visita e participa nos eventos e atividades promovidas pelo CCMB, pretende-se ainda, dando cumprimento a um dos objetivos estabelecidos nos Estatutos da Associação, dinamizar atividades que salvaguardem o património do tecido museológico do CCMB e, simultaneamente, do concelho do Bombarral.

## Biblioteca Delmar Domingos de Carvalho
A Biblioteca Delmar Domingos de Carvalho foi inaugurada a 1 de dezembro de 2017 e constitui-se como uma ferramenta de apoio educacional, essencialmente na área da música, a todos aqueles que queiram aprofundar os seus conhecimentos, servindo ainda de apoio ao ensino praticado nas instalações da associação. Para além de livros relacionados com música e CD’s, este espaço possuiu ainda diversos exemplares das mais variadas áreas do conhecimento e que podem ser consultados por todos aqueles que frequentam as instalações do CCMB, quer seja com fins académicos ou lúdicos. O espaço da Biblioteca Delmar Domingos de Carvalho, em conjunto com o Núcleo Museológico, complementam a sede do CCMB enquanto um espaço privilegiado de cultura e de convívio.

## Sede do CCMB
Inaugurada a 26 de Outubro de 2008, com a assinatura do arquiteto Rui Viola, a Sede do CCMB é hoje uma infraestrutura ao serviço dos sócios e da comunidade em geral. Dotada de inúmeras salas e equipamentos, é um espaço polivalente com capacidade de dar resposta a diferentes tipos de atividades. Para além das atividades artísticas e pedagógicas que decorrem diariamente no seio da associação, a Sede do CCMB é frequentemente requisitada para outros eventos de índole não musical, tais como Cursos de Formação para Adultos, ou até eventos privados de caracter lúdico.